# Фидорф
Фидорф (нем. Viehdorf) — коммуна (нем. Gemeinde) в Австрии, в федеральной земле Нижняя Австрия.
Входит в состав округа Амштеттен. Площадь общины составляет 15,85 км², население — 1361 человек (1 января 2021), плотность населения — 86 чел./км². Официальный код — 30536.

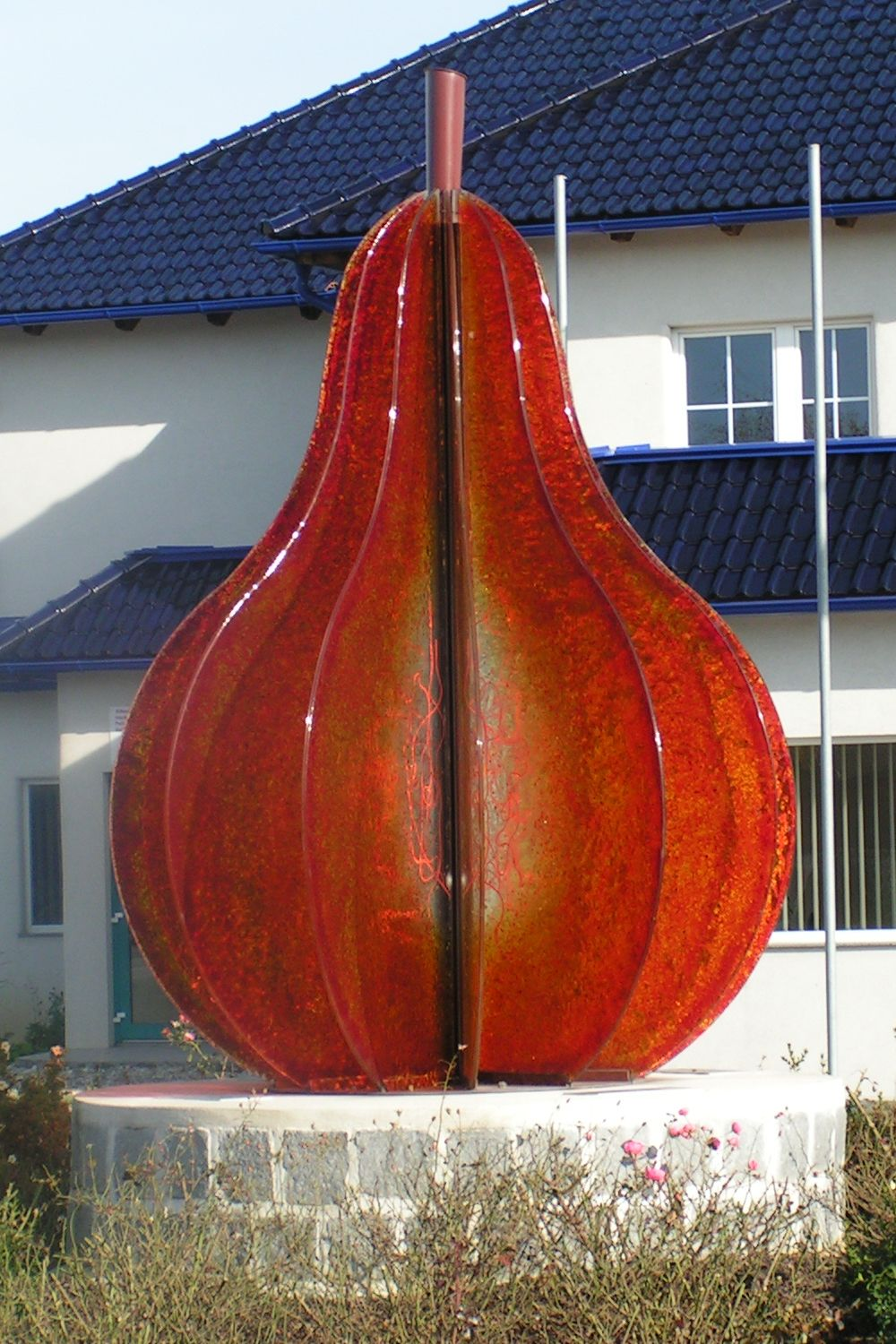
Фидорф

## Население
| Год  | Численность |
| ---- | ----------- |
| 1869 | 1015        |
| 1889 | 1029        |
| 1890 | 1121        |
| 1900 | 1180        |
| 1910 | 1058        |
| 1923 | 1100        |
| 1934 | 1112        |
| 1939 | 1131        |
| 1951 | 1092        |
| 1961 | 1002        |
| 1971 | 1025        |
| 1981 | 1136        |
| 1991 | 1196        |
| 2001 | 1164        |
| 2011 | 1299        |
| 2021 | 1361        |

## Политическая ситуация
Бургомистр коммуны — Йохан Редль (АНП) по результатам выборов 2012 года.
Совет представителей коммуны (нем. Gemeinderat) состоит из 19 мест.
- АНП занимает 16 мест.
- СДПА занимает 2 места.
- Партия BLV занимает 1 место.